# The Story of Alexander Graham Bell
The Story of Alexander Graham Bell (br.: A vida de Alexander Graham Bell / A história de Alexander Graham Bell; pt.: O Grande Milagre) é um filme biográfico estadunidense de 1939, dirigido por Irving Cummings para a Twentieth Century-Fox. O roteiro dramatiza fatos da vida de Alexander Graham Bell, durante muitos anos conhecido como inventor do telefone.

## Elenco
- Don Ameche...Alexander Graham Bell
- Loretta Young...Mabel Hubbard Bell
- Henry Fonda...Thomas Watson
- Charles Coburn...Gardner Hubbard
- Gene Lockhart...Thomas Sanders
- Spring Byington...Senhora Hubbard
- Sally Blane...Gertrude Hubbard
- Polly Ann Young...Grace Hubbard
- Georgiana Young...Berta Hubbard
- Bobs Watson...George Sanders
- Russell Hicks...Senhor Barrows
- Paul Stanton...Chauncey Smith
- Jonathan Hale...Presidente da Western Union
- Harry Davenport...Juiz Rider
- Beryl Mercer...Rainha Vitória

## Sinopse
Em 1873, o professor para surdos de Boston,Alexander Graham Bell, conhece a família rica dos Hubbards e tenta convencer o conservador e metódico Senhor Gardner Hubbard a investir em seu novo invento, o telégrafo múltiplo. Hubbard está mais interessado em que o inventor ajude a filha surda dele, Mabel. Bell começa a namorar com Mabel e logo se desinteressa por seu invento ao se entusiasmar por uma nova ideia, a que dá o nome de telefone. Ao saber disso, o senhor Gardner se irrita e quer que Bell desista senão proibirá a filha de se casar com ele, mas Mabel convence o inventor a continuar. Bell arruma um parceiro, o eletricista Thomas Watson, e a dupla continua a desenvolver o telefone, à custa de muitas dificuldades e fome e pobreza constantes. Até que Bell usa seus conhecimentos sobre o mecanismo humano da fala para concluir o invento e fundar uma nova companhia, tendo como sócios, além de Watson, o Senhor Gardner e o Senhor Sanders, pai de um aluno surdo-mudo seu que sempre lhe dera dinheiro pelas aulas. Mas o aparelho ainda é bastante rústico e apesar de chamar a atenção da Rainha Vitória, a companhia continua com prejuízos até que ameaça falir quando a poderosa Western Union lança um telefone mais aperfeiçoado e acusa Bell de falsificar a patente.